# Arend Bengtsson (Ulv)
Arend Bengtsson (Ulv), född på 1400-talet, död på 1500-talet, var riksråd och riddare.

## Biografi
Arend Bengtsson var son till häradshövdingen och riksrådet Bengt Gotskalksson (Ulv) och Birgitta Arendsdotter. Han nämns för första gången mellan 25 april och 30 september 1441, då han blev riddare. Arend Bengtsson var från 1453 till 1471 riksråd.

### Egendom
Arend Bengtsson ägde Nynäs gård i Ösmo socken, som han 1451 fick av sin farfar.

### Familj
Arend Bengtsson gifte sig första gången senast 8 augusti 1450 med Birgitta Bengtsdotter, dotter av riksrådet och lagmannen Bengt Stensson (Natt och Dag) i Närke och Kristina Magnusdotter (Magnus Marinasons ätt). De fick tillsammans barnen Ingeborg Arendsdotter som var gift med riddaren och riksrådet Arvid Klasson (Djäkn) och riddaren och riksrådet Ivar Gren och Karin Arendsdotter som var gift med riksrådet och häradshövdingen Per Eriksson (Örnflycht) i Håbo härad.
Arend Bengtsson gifte sig andra gången 20 oktober 1462 med Hebbla Albrektsdotter, dotter av danska riksrådet Albrekts Bydelsbach och Anna Eriksdotter (Krummedige). De fick tillsammans barnen Gotskalk Arendsson, Birgitta Arendsdotter som var gift med riksrådet, riddaren, häradshövdingen Eskil Isaksson (Banér), Metta Arendsdotter som var gift med riksrådet och riddaren Bengt Gregersson (Lillie), riksrådet Bengt Arendsson, riksrådet och lagmannen Johan Arendsson (Ulv), Ebba Arendsdotter som var gift med riksrådet och häradshövdingen Nils Clausson (Stolaätten), Erik Arendsson, Margareta Arendsdotter och Agneta Arendsdotter.